# Kazimierz Różanowski
Kazimierz Różanowski (ur. 27 października 1903 we Lwowie, zm. 25 lipca 1976 w Opolu) – polski archiwista, historyk, działacz społeczny.
Pochodził z rodziny robotniczej. W latach 1910–1914 uczęszczał we Lwowie do szkoły powszechnej, następnie był uczniem Państwowego Gimnazjum Realnego im. Kazimierza Wielkiego, w którym uzyskał świadectwo dojrzałości dopiero po kilkuletniej przerwie w edukacji związanej z wydarzeniami wojennymi (1925). W 1925 rozpoczął studia historyczne na Uniwersytecie Lwowskim, skąd rychło przeniósł się na Uniwersytet Wileński, ale ostatecznie zmuszony był przerwać naukę w 1927 i podjąć pracę zarobkową. Do wybuchu II wojny światowej zatrudniony był w urzędzie pocztowo-telegraficznym w Krośnie. Pracę tę wykonywał także po wojnie, do 1953.
W 1953 uzyskał dyplom magistra historii na Uniwersytecie Wrocławskim i został jednym z pierwszych pracowników utworzonego właśnie Wojewódzkiego Archiwum Państwowego w Opolu. Do jego zadań należało gromadzenie poniemieckich zespołów archiwalnych, m.in. akt miast, cechów, majątków ziemskich, instytucji gospodarczych, kulturalnych, oświatowych oraz wymiaru sprawiedliwości. Zajmował się także opracowaniem tych zasobów, co pozwoliło na szybkie ich udostępnienie. Przygotowywał inwentarze książkowe. Brał udział w pracach zespołu naukowo-badawczego "Sławięcice" przy Okręgowej Komisji Badania Zbrodni Hitlerowskich w Opolu. Na emeryturę przeszedł w 1974.
Opracowywał i wygłaszał liczne referaty z zakresu archiwistyki i archiwoznawstwa, m.in. Problemy metodyczne opracowania XIX- i XX-wiecznych akt sądowych byłego zaboru pruskiego, Akta urzędów pruskiej administracji w zasobie WAP w Opolu; referat Zbiór Kastnera jako źródło badań regionu nyskiego został ogłoszony drukiem w "Kwartalniku Opolskim" (1962, nr 2). Ponadto Różanowski publikował artykuły o tematyce regionalnej, głównie poświęcone losom Polaków na Śląsku Opolskim (m.in. Instytucje bankowe na Śląsku Opolskim, Sylwetki zasłużonych opolan, Pamiętne lata 1919-1921 na Górnym Śląsku).
Udzielał się aktywnie w pracy społecznej. Był w gronie pierwszych działaczy i założycieli opolskiego podokręgu Okręgowego Związku Piłki Nożnej w Zabrzu. Przez kilkanaście lat jako prezes kierował pracami opolskiego oddziału Polskiego Towarzystwa Ludoznawczego. Był odznaczony m.in. Krzyżem Kawalerskim Orderu Odrodzenia Polski, Złotym Krzyżem Zasługi, odznakami "Za zasługi dla Miasta Opola", "Zasłużonemu Opolszczyźnie", Zasłużonego Działacza Towarzystwa Rozwoju Ziem Zachodnich, Zasłużonego Działacza Kultury.
Zmarł 25 lipca 1976 w Opolu, pochowany został na tamtejszym cmentarzu.